# 先进陶瓷
《先进陶瓷》（Journal of Advanced Ceramics，缩写JAC）是一份单盲同行评审的开放获取国际学术期刊，由清华大学出版社于2012年创办，清华大学新型陶瓷与精细工艺国家重点实验室和中国硅酸盐学会先进陶瓷分会联合出版。该刊以英文发表论文，覆盖先进陶瓷材料在制备、结构、性能、应用及前沿技术等方面的研究。

## 历史沿革
《先进陶瓷》于2012年创刊，初期主要依靠约稿和从第三世界国家投稿中选择稿件维持出版。2016年后，期刊被《科学引文索引》（SCI）收录，中国学者投稿逐渐增多。2019年，期刊入选中国科技期刊卓越行动计划一期梯队期刊后，调整办刊思路，进一步加大对中国论文的吸引力。
根据科瑞唯安《期刊引证报告》（JCR），《先进陶瓷》在2019年至2024年间影响因子稳步上升，2024年进入材料科学领域的Q1分区。此后期刊发文量不断提高，JCR影响因子连续4年位居国际同类期刊第一。
2023年1月，《先进陶瓷》转入开放获取平台SciOpen出版。论文以知识共享-署名 4.0协议发表。